# 斯特林格 (密西西比州)
斯特林格（英語：Stringer）是位於美國密西西比州賈斯珀縣的非建制地區。

## 歷史
斯特林格的郵局自1882年營運至今。

## 地理
斯特林格所處的海拔為高於海平面107米（即351英呎），而該地所採用的時區為UTC-6，即北美中部時區（CST）。同時該地設有夏令時間，為UTC-6調快一小時，即UTC-5（CDT）。